# 佐倉美桜
佐倉 美桜（さくら みお、1983年2月2日 - （さくら名義時は1983年8月31日、海野ひかり名義時は1981年3月26日））は、日本の元AV女優。別名：さくら、海野ひかり。

## プロフィール
出身地：東京都。血液型：O型。身長：165cm（さくら名義時は160cm、海野ひかり名義時は164cm）、スリーサイズ：B83（C-70） / W61 / H93。
趣味：ダンス、読書

## 略歴
- 2001年 - さくら名義で会田我路による写真集に出演（以後、さくら名義での作品はすべて会田我路の撮影または監修によるものである）。
- 2002年 - 佐倉美桜名義で『ROMANTIC STYLE』でAVデビュー。2作品出演しいったん引退。
- 2003年 - 海野ひかりに改名し復活＆セルデビュー。
- 同年9月 - 『PURE 〜ピュア〜』で芸名を佐倉美桜に戻す。

2013年現在は完全引退している。

## 作品

### アダルトビデオ
佐倉美桜 名義
- ROMANTIC STYLE（2002年1月27日 宇宙企画（メディアステーション））
- アリスの卒業式（2002年2月27日 宇宙企画）
- PURE 〜ピュア〜（2003年9月19日 SODクリエイト）
- 童貞（24歳）と処女（21歳） 初恋から初体験まで（2003年10月18日 SODクリエイト）
- 日本的美少女＋ぶっかけ　第二章（2003年11月20日 SODクリエイト）
- SOD◆メガHITsスペシャル（2003年12月18日 SODクリエイト）
- 御奉仕ホテル（2004年3月5日 ワープエンタテインメント）
- 強淫凌辱3（2004年4月17日 プレステージ）
- 監督の特権を最大限に利用して純粋無垢な美少女達をいたずらしちゃいました！！（2004年5月20日 SODクリエイト）…オムニバス作品 他出演:愛原千咲、桜井あみ、天使美樹、長谷川ゆい
- ノーカットメモリアル240（2004年6月4日 SODクリエイト）
- THE 流出！ 佐倉美桜（2009年4月1日 ワンズファクトリー）…幻のデビュー前映像が発掘されたもの

海野ひかり 名義
- 女子校生レイプ（2003年5月15日 TMA）
- 巫女（2003年6月20日 GLAY'z）
- 海野ひかりと学校でしようよ！（2003年7月4日 GLAY'z）
- ナースペット（2003年8月8日 TMA）

### イメージビデオ
さくら名義
- あすなろ日記 1 さくら（2002年1月24日、Team505）[1][3]
- 卒業記念 さくら[4]
- さくら・ひとみ（2005年3月26日、APPLAUSE MEDIA ENTERTAINMENT）[5] - ひとみと共演
- 美少女の旅立ち（2009年12月25日、GARO-IMPACT ENTERTAINMENT）[6] - あきな、ななみ、れいか、吉井愛美、神山夢、七海、藤浦めぐと共演

### 写真集
さくら名義
- あすなろ日記（2001年10月4日、ぶんか社、ISBN 978-4-8211-2396-4）
- あすなろ日記 BEST SELLECTION 〜特別編〜（2002年8月1日、ぶんか社、ISBN 978-4-8211-2444-2）
- 制服美少女図鑑（2002年11月30日、ぶんか社、ISBN 978-4-8211-2490-9）

### デジタル写真集
さくら名義
- あすなろ日記〜特別編〜（ぶんか社）[7]
- 妹 さくら（田舎のお婆ちゃんの家で!）（2003年6月13日、ROP Adult）[8]
- 妹 さくら（下町の伯母さんの家で!）（2003年6月13日、ROP Adult）[8]